# Phytolacca decandra
Phytolacca decandra és una planta de la família Phytolaccaceae natural d'Amèrica del Nord on creix en terrenys abandonats, vores de camins i sobretot en llocs humits.
És considerada un sinònim de Phytolacca americana.
És una planta que aconsegueix els 3 metres d'altura amb l´arrel perenne de gran grandària, carnosa i amb nombroses raicillas. La tija anual, buit i ramificat. Les fulles són alternes, ovals-lanceoladas i grans (de 10 cm de llarg per 5 cm d'ample), senceres i amb nervaciones. Les flors, molt nombroses, són blanques o rosades i s'agrupen en rams oposats a les fulles. No tenen pètals sinó cinc sèpals de color verd clar. El fruit és una baya semblant a la mora, de color vermell que canvia a negre en madurar, al seu interior conte llavors.

## Propietats
- Les tiges joves es mengen com a espàrrecs. accelera el metabolisme
- Posseeix propietats espermicidas pel que s'utilitza com a anticonceptiu.
- Les aplicacions molt concentrades (suc, cataplasmes, decoccions) poden produir irritació en la pell i erupcions.
- En ser tòxic està desaconsellat el seu ús ja que pot provocar vòmits i diarrees.

## Noms comuns
Castellà: espinac d'Índies, fitolaca, granilla, herba carmín, herba de l`hòstia, mechoacan, tintilla, raïm d'Amèrica.